# 1977年1月北美寒潮
1977年1月北美寒潮是有史以來唯一一場使佛羅里達州邁阿密也下起大雪的一次寒潮。這場寒潮肇因於一股強烈的冷鋒由北向南快速移動，並且與密西西比河流域上空的一個冷高壓結合，推擠向佛羅里達半島，造成美國南方大範圍的雨雪。在此之前，佛州半島南部從未有降雪的紀錄，這場寒害也造成巨大的農業損失，農損達3.5億美元，整體經濟破壞更達20億美元之多。

## 過程
從1月16日開始，一個強烈的北極冷鋒開始穿越佛羅里達州。兩天後，另一道冷鋒橫掃過佛羅里達，而密西西比河流域一個強大的北極高壓系統也開始將冷空氣推入佛羅里達州。與此同時，與第二道冷鋒有關的西風槽又夾帶有雲帶和降水帶。上午8時至9時30分，佛羅里達州南部許多地區，包括邁阿密，都發生了積雪。據報導，人們停下車，走出家門，大批民眾駐足賞雪，許多人一生中從未見過雪花。當天在邁阿密的積雪就達到了47英尺高。1月21日，冷空氣開始消退。

## 影響

### 佛羅里達
值得注意的是，雖然1月18日至19日冷鋒正穿越佛羅里達，但佛州北部和中部的各個天氣記錄站都至少記錄到了微雪（低於可測量值，但目視可見）。在坦帕和普蘭特城都有跡象顯示出現0.51釐米大小的雪花。1月19日，西棕櫚灘首次出現了有史以來的降雪，從美東時間上午5:10開始，持續了1小時又20分鐘，結束於美東時間上午7點。邁阿密也首次出現有紀錄以來第一次降雪。
由於突然降下的大雪，佛羅里達電台更破天荒播放聖誕頌歌。
此次寒潮也造成巴哈馬358年歷史以來，唯一一場雨夾雪。
在全州範圍內，奧蘭多出現了20°F（-7°C）的低溫記錄。在坦帕灣地區，氣溫略高於20°F（-7°C）左右。邁阿密海灘 32°F（0°C）。
結合雪和異常低溫，嚴重的霜凍，造成廣泛損害，特別是對於農業。USDA報告了以下作物損失：35％的柑橘，至少95％的蔬菜，花卉50-75％，50％牧場，40％的甘蔗，作物損失總計3.5億美元。

### 美國南方
美國東部佛羅里達州以外的地區也受到寒潮的影響。在喬治亞州，1 月17日亞特蘭大的氣溫降至1°F（-17°C）。整體而言，1月份該市的平均低溫為21°F（-6°C），遠低於平均34°F（1°C）。
1977年1月，北卡羅來納州羅利市的每日均溫都低於平均水平，這個城市經歷了有史以來最冷的冬天，1月份的平均水平低於14.4度。從1月16日晚上到1月20日，氣溫一直保持在零度以下，氣溫也低於華氏零度，是歷史上少數幾次之一。

### 美國中西部
1977年1月是俄亥俄州有記錄以來最冷的月份，平均氣溫為11.9度。整個月的降雪量高於氣候平均水平，辛辛那提出現歷史最低溫紀錄-25°F 。俄亥俄州北部的一些地區整個月都處於冰點以下。

## 外部連結
- 35th Anniversary of Snow in South Florida（页面存档备份，存于）
- Storm Data for January 1977[永久]